# Amyciaea orientalis
Amyciaea orientalis là một loài nhện trong họ Thomisidae.
Loài này thuộc chi Amyciaea. Amyciaea orientalis được Eugène Simon miêu tả năm 1909.